# 仙人球
仙人球，俗稱草球，又名長盛球，原產於南美洲，一般生長在高熱、乾燥、少雨的沙漠地帶。性喜干耐旱。仙人球的主要生長期是夏季，这也是它的盛花期。
仙人球是雙子葉植物，屬於仙人掌科。仙人球的定義有狹義和廣義之分，狹義上特指本种，而廣義上的仙人球則泛指所有球狀或近似於球狀的仙人掌類植物。仙人球壽命長體積大，有的品种壽命可高達五百年以上并長成直徑兩三米的巨球。同时仙人球也能被食用。
仙人球经常采嫁接方法繁殖。可以嫁接的品种有緋牡丹、翠牡丹、山吹、紅太陽、金晃、金紐、白玉翁和蟹爪蘭等。